# David Grindley
David Allan Grindley (* 29. Oktober 1972 in Wigan, Greater Manchester) ist ein ehemaliger britischer Leichtathlet und Olympiateilnehmer. Bei einer Körpergröße von 1,88 m betrug sein Wettkampfgewicht 79 kg.
Bei den Juniorenweltmeisterschaften 1990 gewann Grindley mit der britischen 4-mal-400-Meter-Staffel Silber. 1991 gewann er bei den Junioreneuropameisterschaften Gold im 400-Meter-Lauf und mit der Staffel.
1992 gewann Grindley bei den Halleneuropameisterschaften Bronze im 400-Meter-Lauf.
Bei den Olympischen Spielen 1992 verbesserte er im Halbfinale den Britischen Rekord auf 44,47 Sekunden. Im Finale wurde er in 44,75 s Sechster. In der Staffel lief er zusammen mit drei amtierenden Staffelweltmeistern in der Besetzung Roger Black, David Grindley, Kriss Akabusi und John Regis. In 2:59,73 min gewann die Staffel Bronze hinter den Staffeln aus den USA und aus Kuba.
David Grindley verpasste in den folgenden Jahren regelmäßig internationale Meisterschaften wegen Verletzung. An seine Bestzeit, die er mit nicht einmal 20 Jahren aufgestellt hatte, kam er nie wieder heran.